# Orimarga melanopoda
Orimarga melanopoda är en tvåvingeart som beskrevs av Alexander 1976. Orimarga melanopoda ingår i släktet Orimarga och familjen småharkrankar.
Artens utbredningsområde är Ecuador. Inga underarter finns listade i Catalogue of Life.